# Ichinoi Takahito
Takahito Ichinoi (sinh ngày 11 tháng 11 năm 1993) là một cầu thủ bóng đá người Nhật Bản.

## Sự nghiệp câu lạc bộ
Takahito Ichinoi đã từng chơi cho YSCC Yokohama.